# (9127) Brucekoehn
(9127) Brucekoehn est un astéroïde de la ceinture principale.

## Description
(9127) Brucekoehn est un astéroïde de la ceinture principale. Il fut découvert le 30 avril 1998 à la station Anderson Mesa par le programme LONEOS. Il présente une orbite caractérisée par un demi-grand axe de 3,17 UA, une excentricité de 0,12 et une inclinaison de 2,9° par rapport à l'écliptique.

## Compléments